# 何音
何音（1967年3月16日—），成都人，现为四川省人民艺术二级演员。曾出演《青青河边草 (电视剧)》、《梅花三弄之鬼丈夫》等琼瑶剧。

## 概述
何音毕业于成都幼儿师范学校(现为成都大学学前教育学院)，之后成为一名幼儿教师，后进入了四川话剧团。1989年，被《江湖恩仇录》剧组导演发掘，从而走上演艺道路。因为合作拍摄电视剧《大陆人》与同为演员的黄志忠相识，并于1997年在北京结婚，后有一个儿子，据何音透露2011年1月4日二人正式离婚。

## 电视剧
- 1989年《江湖恩仇录》饰演 娇娇
- 1991年《青青河边草》饰演 石榴
- 1992年《梅花三弄之鬼丈夫》饰演 紫烟
- 1993年《武夷仙凡界》饰演 茶花
- 《国际航班》饰演 叶蕾
- 《老城墙》饰演 牛云芳
- 《大陆人》饰演 唐小松
- 《梦幻天使》饰演 沈凡姝、楚楚
- 《汪洋中的一条船》饰演 吴老师
- 《补天裂》饰演 区眉娘
- 《海口日记》饰演 苏晓涛
- 《万里晴空》饰演 刁丽萍
- 《重庆球迷》门门门
- 《乱世飘萍》托夫人
- 《新霍元甲》香儿
- 《程咬金》金芙蓉
- 《曹雪芹》屈慧兰
- 《别忘了回家》林静
- 《日子如水》梅佳丽
- 《好爹好娘》胡菲菲
- 《天下第一楼》小寡妇
- 《大宋提刑官》杨月儿
- 《王保长新篇》娟娟
- 《海的誓言》姨娘
- 《使命》姬丽
- 《危情代价》齐凤瑶、方美岚
- 《老爸老妈兄弟姐妹》苏文静
- 《风尘三侠—红拂女》慈云
- 《都市外乡人》刘静
- 《以朋友的名义》黎虹
- 《新虎口脱险》连海华
- 《男人有情女人有义》苏晴
- 《血缘》白灵
- 《原罪》小红
- 《子夜》吴芙芳
- 《白色毒网》
- 《杏花魂》
- 2009年《嘉庆君游台湾》飾 魏佳芊仪（皇后）
- 2009年《家常菜》
- 2012年《非常90后》飾 楚仪
- 2012年《老嚴有女不愁嫁》飾 申清
- 2013年《海上孟府》飾 大姐
- 2014年《雪鹰》 飾 姹箩
- 2014年《你是我的姐妹》 飾 薛寶蓮
- 2014年《步步驚情》 飾 趙嵐
- 2015年《芙蓉訣》 飾 金燕子
- 2016年《女醫·明妃傳》 飾 吳太妃
- 2016年《幸福在一起》 飾 杨桃
- 2017年《热血尖兵》飾 张丽芳
- 2017年《骑士的手套》飾 韦华瑾(客串)
- 2022年《恋爱的夏天》(网络剧)飾 蔣碧霞(客串)

## 电影
- 1993年《女警天职》饰舒仪
- 2007年《赤壁》饰糜夫人
- 2009年《川川和洋洋》又名《旧照片》饰演：妈妈
- 2010年《爱情秘方》

## 话剧
- 《巴山情》

## 荣誉
- 第四界中国艺术节表演奖(话剧《巴山情》)
- 获得四川省“十佳”演员
- “中国影响2009时尚盛典”年度风尚明星。